# Tursa Tholus
Il Tursa Tholus è una formazione geologica della superficie di Venere.
Prende il nome da Tursa, dea italiana del terrore.